# 한국독립애니메이션협회
한국독립애니메이션협회는 독립애니메이션의 제작과 유통활성화로 국산창작 애니메이션의 다양성과 완성도 제고에 기여하기 위하여 2005년 6월 9일 설립된 대한민국 문화체육관광부 소관의 사단법인이다. 사무실은 서울특별시 마포구 마포대로8길 9 영명빌딩 404호에 있다.

## 주요 사업
- 독립애니메이션 제작활성화를 위한 관련정책 개발 및 관련사업 지원
- 독립애니메이션의 배급 유통 등에 관한 구조개선 관련사업 등
- 독립애니메이션 영화제 인디애니페스트 개최
- 독립애니메이션 배급, 씨앗 운영
- 독립애니메이션 각종 상영 및 배급사업 등